# Archytas
Archytas, Oudgrieks: Ἀρχύτας, 428 – 347 v.Chr., was een filosoof, wiskundige, astronoom, staatsman, strateeg en στρατηγός: strategos of bevelhebber uit de Griekse oudheid.
Archytas werd in Tarentum geboren, dat in Magna Graecia lag, het huidige zuiden van Italië, en was de zoon van Mnesagoras van Histiaeus. Hij was een tijd bij Philolaus in de leer en doceerde zelf wiskunde aan Eudoxus van Cnidus en Menaechmus. Hij behoorde tot de school van Pythagoras en is bekend om zijn goede vriendschap met Plato. Eudoxus heeft Menaechmus ook nog onderricht.
Archytas wordt soms gezien als de stichter van de wiskundige mechanica.
Er wordt tevens beweerd dat hij het eerste kunstmatige, zelfstandig aangedreven vliegtuig heeft ontworpen en gebouwd, een model in de vorm van een vogel met een soort straalaandrijving op basis van stoom. Archytas noemde het De Duif. De machine heeft naar verluidt 200 meter gevlogen, maar kon om te vliegen ook aan een draad of spil worden opgehangen.
Archytas heeft volgens Eutocius het probleem van de verdubbeling van de kubus opgelost. Hippocrates van Chios had dit probleem eerder al gereduceerd tot het vinden van de gemiddelde rechtevenredigheid. De theorie van Archytas wordt in boek VIII behandeld van de Elementen van Euclides.
Archytas verdronk in de Adriatische Zee. Zijn lichaam lag onbedekt op de kust totdat een zeeman zand over hem legde, anders had hij daar honderden jaren langs de Styx rondgedobberd. Zo belangrijk kan een beetje stof zijn, munera pulveris, zoals Horatius het noemt.

## Websites
- Stanford Encyclopedia of Philosophy. Archytas.
- MacTutor History of Mathematics archive. Archytas of Tarentum.